# Teretrius fabricii
Teretrius fabricii är en skalbaggsart som beskrevs av Miłosz A. Mazur 1972. Teretrius fabricii ingår i släktet Teretrius och familjen stumpbaggar. Enligt den finländska rödlistan är arten sårbar i Finland. Enligt den svenska rödlistan är arten nationellt utdöd i Sverige. . Arten har tidigare förekommit på Öland och Götaland men är numera lokalt utdöd. Artens livsmiljö är byggnader. Inga underarter finns listade i Catalogue of Life.